# قلب قدرتمند (فیلم)
قلب قدرتمند (انگلیسی: A Mighty Heart) فیلمی در ژانر زندگی‌نامه‌ای به کارگردانی مایکل وینترباتم است که در سال ۲۰۰۷ منتشر شد. از بازیگران آن می‌توان به آنجلینا جولی، ویل پاتون، آرچی پنجابی، دنی اوهر و عرفان خان اشاره کرد.